# Althea
Althea ist ein weiblicher Vorname.

## Herkunft
- Althaia, eine Figur der griechischen Mythologie.

## Namensträger
- Althea Violet Alexis-Windsor (* 1973), trinidadische Richterin
- Althea Bridges (* 1936), australische Schauspielerin und Sängerin
- Althea Flynt (1953–1987), Mitverlegerin des Erotikmagazins Hustler
- Althea Forest (* 1961), Teil des Reggae-Duos Althea & Donna
- Althea Gibson (1927–2003), US-amerikanische Tennisspielerin
- Althea Rae Duhinio Janairo (* 1967), bekannt als Tia Carrere, US-amerikanische Schauspielerin und Sängerin
- Nicole Althea McClure (* 1989), jamaikanische Fußballspielerin
- Althea Reinhardt (* 1996), dänische Handballspielerin
- Althea Sherman (1853–1943), US-amerikanische Ornithologin